# Абеулов Мукатай
Абеулов Мукатай (нар. 1917 — пом. 16 грудня  1944) — військовослужбовець РСЧА часів Другої світової війни, навідник гармати 152-го гвардійського винищувально-протитанкового артилерійського полку 4-ї гвардійського кавалерійського корпусу, Герой Радянського Союзу (1945).

## Життєпис
Народився 1917 року у селі Саркамиш Чубартауського району Семипалатинської області в селянській родині. Казах. Здобув неповну середню освіту. Працював у колгоспі. До Радянської армії призваний 8 серпня 1941 року Біло-Ачинським РВК Семипалатинської області. Того ж року відправлений на фронт.

## Друга світова війна
Особливо відзначився у боях при звільненні Угорщини. В період з 6 жовтня по 16 грудня 1944 року вмілий навідник Абеулов прямою наводкою знищив 6 танків, 4 бронетранспортери та багато іншої техніки супротивника. Загинув 16 грудня 1944 у населеному пункті Мохора за 50 км на північний-захід від Будапешту при відбитті ворожої танкової атаки.
Указом Президії Верховної Ради СРСР від 28 квітня 1945 року за зразкове виконання бойових завдань командування та проявлені при цьому мужність та героїзм, гвардії казаку Абеулову Мукатаю посмертно присвоєно звання Герой Радянського Союзу.
Також нагороджений Орденом Леніна та Орденом Вітчизняної Війни .